# Frat Party At The Pankake Festival
Frat Party At The Pankake Festival er en film af bandet Linkin Park. Filmen er opbygget som en slags "dagbog", hvor man følge bandet og deres store og små oplevelser.
Filmen er opbygget uden manuskript og man oplever fx Chester Bennington, der bliver bidt bagi af en edderkop, og Brad Delson der formår at sige "Like" mange gange på kort tid. Imellem oplevelserne vises små uddrag af bandets koncerter.